# Powstanie Boudiki

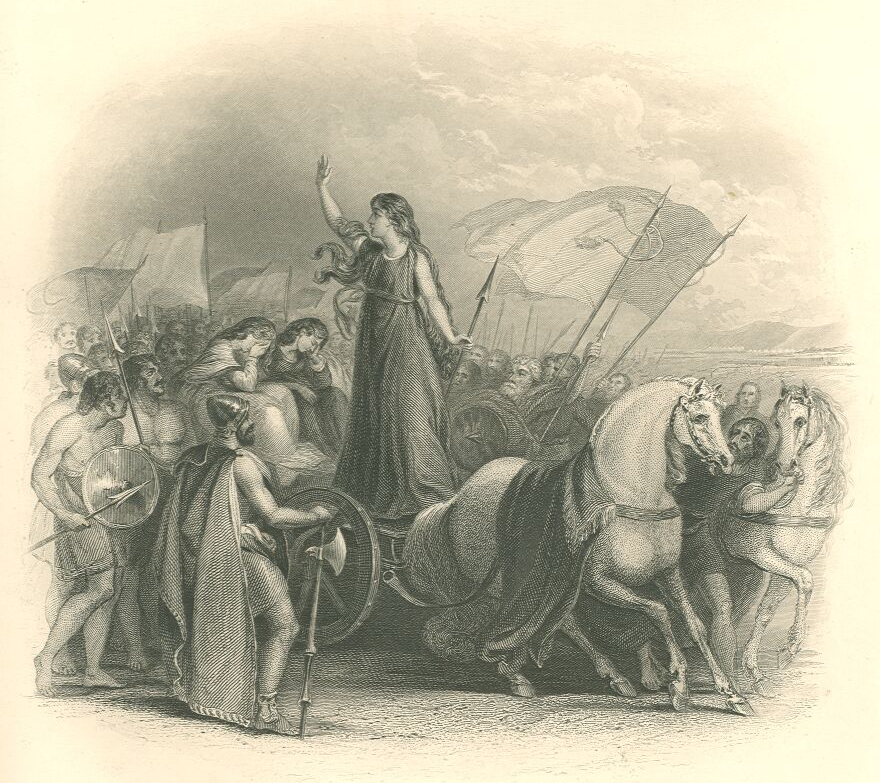
Królowa Boudika z powstańcami

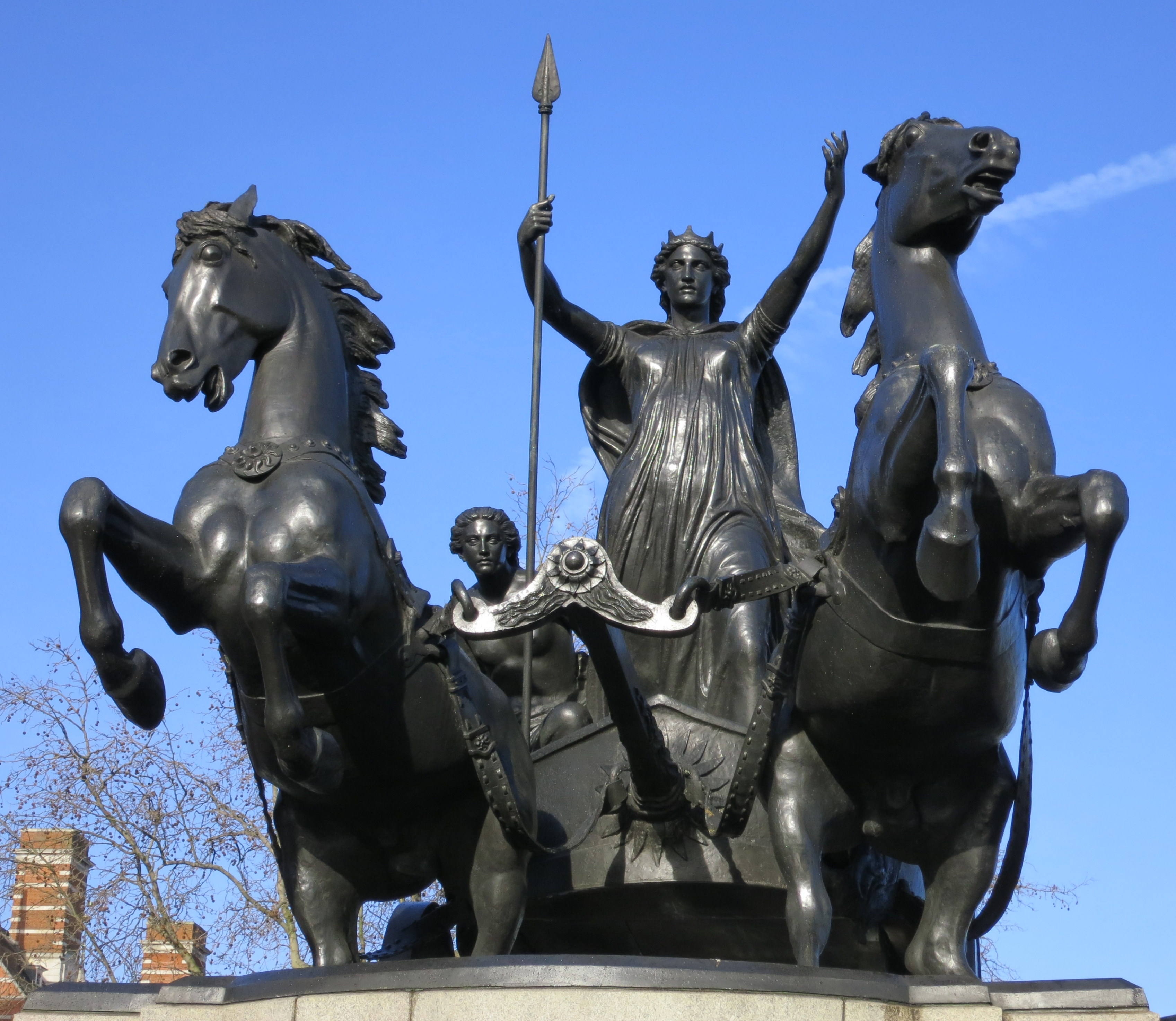
Pomnik Boudiki w Londynie

Powstanie Boudiki – antyrzymskie powstanie brytyjskich plemion Icenów i Trynobantów w latach 60–61 naszej ery.

## Kontekst
Król Icenów i Trynobantów Prasutagus w trakcie rzymskiego podboju Brytanii zdecydował się na zawarcie pokoju z najeźdźcą, w wyniku którego mógł rządzić krajem jako wasal Rzymu. W roku 60 n.e. Prasutagus zmarł, przekazując rządy w królestwie obu córkom oraz rzymskiemu cesarzowi Neronowi. Miało to zapewnić dotychczasowy spokój w kraju i uchronić królestwo przed dalszymi napaściami Rzymian. Rzymianie nie zamierzali jednak przystawać na oferowane warunki. Królestwo Icenów traktowali jak podbitą prowincję terroryzując jej mieszkańców. Królowa Boudika została publicznie wychłostana, a jej obie córki na jej oczach zgwałcone przez Rzymian.

## Wybuch walk
W odpowiedzi na falę przemocy królowa zebrała armię Icenów i licznych sąsiednich plemion brytyjskich wygnanych przez legionistów rzymskich ze swoich ziem. Pierwszym jej celem okazała się stolica administracyjna prowincji Camulodunum, gdzie zniszczyła tamtejszą kwaterę główną Rzymian. Po tych wydarzeniach rzymski namiestnik Brytanii Gajusz Swetoniusz Paulinus, przebywający wówczas w Walii, gdzie zwalczał druidów, otrzymał rozkaz powrotu, nie mógł jednak zapobiec marszowi Brytów w kierunku Londinium. Po ciężkich walkach Boudika zajęła Londinium oraz Verulamium (dzisiejsze St Albans), a ofiarą plądrujących wszystko Brytów padło żyjące tam prorzymskie plemię Katuwelaunów. Armia Boudiki liczyła wówczas 200 tysięcy ludzi (większość z nich stanowili nie-wojownicy, kobiety i dzieci) i stanowiła poważne zagrożenie dla rzymskiego panowania w Brytanii. W walkach powstańcy zabili około 70 tysięcy wojowników prorzymskich (według relacji Tacyta), niszcząc między innymi cały IX legion. Pojmanych legionistów Brytowie nabijali na pal. Paulinusowi nie pozostało nic innego jak doprowadzenie do otwartej bitwy.

## Bitwa na Watling Street
Namiestnik dysponował siłami 10 tysięcy legionistów pochodzących z XIV I XX legionów oraz oddziałów pomocniczych Germanów. Jako miejsce stoczenia bitwy wybrał równinę poprzecinaną wąskimi parowami, otoczoną lasem z jednej strony. Dzięki temu mógł bez przeszkód obserwować ruchy przeciwnika nie obawiając się zasadzki z jego strony. Legioniści stanęli gęsto uszeregowani, mając po obu skrzydłach oddziały pomocnicze Germanów i kawalerię rzymską. Brytowie (w sile 80 tysięcy wojowników) tymczasem stanęli zupełnie stłoczeni naprzeciwko, nie tworząc jednolitej linii piechoty i kawalerii. Spodziewając się łatwego zwycięstwa zabrali ze sobą kobiety i dzieci, oczekujące w obozie na skraju równiny. Po przemowach wydanych do swoich wojsk przez obie strony (Boudikę i Paulinusa) rozpoczęła się bitwa. Początkowo legioniści nie ruszali się z miejsca wykorzystując jako osłony okoliczne wąwozy. Po wyrzuceniu mrowia włóczni na atakujących Brytów, Rzymianie sformowali klin i uderzyli na przeciwnika. Zaatakowani także ze skrzydeł Brytowie rozpoczęli odwrót, który szybko przerodził się w paniczną ucieczkę. Ścigani przez Rzymian mieli jednak utrudnioną ucieczkę, gdyż wszystkie drogi odwrotu zagrodzone zostały wozami swojego taboru. Ucieczka, której ofiarą padały również kobiety i dzieci w obozach, przerodziła się w rzeź. Straty Brytów wyniosły 80 tysięcy ludzi, Rzymianie stracili 400 zabitych oraz tyle samo rannych. Przyczyną porażki Brytów było zupełny brak dyscypliny podczas walki, a także znakomita taktyka wojenna Rzymian, którzy w wyniku zwycięstwa pod Watling Street odzyskali kontrolę nad całą zbuntowaną prowincją.

## Los Boudiki
Na temat dalszych losów Boudiki w różnych źródłach pojawiają się dwie wersje. Tacyt donosi, że królowa popełniła samobójstwo, zażywając truciznę. Według Kasjusza Diona władczyni ciężko zachorowała i umarła.

## Literatura
- Kai Brodersen: Das roemische Britannien, Darmstadt 1998.
- Karl Christ: Geschichte der roemischen Kaiserzeit, Monachium [!] 1995.
- Heinz Bellen: Grundzuege der roemischen Geschichte (Bd. 2). Darmstadt 1998.